# DAIGOの!世界きまぐれリモートツアー
『DAIGOの!世界きまぐれリモートツアー』（ダイゴの!せかいきまぐれリモートツアー）及び『DAIGOのお願い!ワールドツアー』（ダイゴのおねがい!ワールドツアー）は、2021年10月5日から2023年3月28日までBS日テレで毎週火曜 21:00 - 21:54（JST）に放送されていた情報番組・旅番組。ただし、新作は隔週で放送、新作の放送の翌週は前週の再放送となっていた。

## 概要
DAIGOと望月理恵がいるスタジオと世界各国の「きまぐれツアーガイド」とを映像と音声でつなぎ、「世界の今」の旅をする。
番組では、各国で選ばれた「きまぐれツアーガイド」が美食や絶景、名所旧跡、憧れのホテルに人気のお土産まで「きまぐれ」に紹介する。
この番組では、携帯電話のビデオ通話で収録を行い、後日実際の高クオリティの映像を編集で差し変える形での擬似中継の方法をとっている。
2019年に発生した新型コロナウイルス感染症により海外ロケが事実上不可能になったため、その状況に合わせた形で番組が企画された。
2021年6月19日に特別番組として「ハワイの旅」が放送され、6月26日に「フランス・パリの旅」、7月17日には「タイ・バンコクの旅」（いずれも特別番組）が放送された。
2021年10月よりリニューアルして毎週火曜日21時からの放送となっている。
2022年10月4日放送分から『DAIGOのお願い!ワールドツアー〜アナタの夢をかなえまうぃっしゅ!〜』にタイトル変更となった。

## 放送対象国
| 放送日         | 紹介場所                                         |
| -------------- | ------------------------------------------------ |
| 2021年10月5日  | アメリカ・ニューヨークの旅                       |
| 2021年10月12日 | オランダ・アムステルダムの旅                     |
| 2021年10月19日 | シンガポールの旅                                 |
| 2021年11月2日  | イギリス・ロンドンの旅                           |
| 2021年11月9日  | ブラジル・サンパウロの旅                         |
| 2021年11月16日 | インドネシア・バリ島の旅                         |
| 2021年11月23日 | ノルウェー・オスロの旅                           |
| 2021年11月30日 | アラブ首長国連邦・ドバイの旅                     |
| 2021年12月14日 | アメリカ・グアムの旅                             |
| 2021年12月21日 | ドイツ・ベルリンの旅                             |
| 2022年1月1日   | アメリカ・ロサンゼルスの旅 お正月2時間スペシャル |
| 2022年1月11日  | 韓国・ソウルの旅                                 |
| 2022年1月18日  | オーストラリア・パースの旅                       |
| 2022年2月1日   | カンボジア・シェムリアップの旅                   |
| 2022年2月22日  | タイ・パタヤの旅                                 |
| 2022年3月1日   | スペイン・バルセロナの旅                         |
| 2022年3月8日   | ニュージーランド・オークランドの旅               |
| 2022年3月22日  | イタリア・ミラノの旅                             |
| 2022年4月5日   | ハワイ・オアフ島の旅                             |
| 2022年4月12日  | フィリピン・セブ の旅                            |

エジプト🇪🇬　カイロ・ギザ

## 出演者

### 司会
- DAIGO（BREAKERZ）
- 望月理恵（タレント）

### ゲスト
- 中川翔子（第1回：アメリカ・ニューヨークの旅、第3回：シンガポールの旅）
- 潮田玲子（第2回：オランダ・アムステルダムの旅）
- 岡田結実（第4回：イギリス・ロンドンの旅、第6回：インドネシア・バリ島の旅）
- 狩野舞子（第5回：ブラジル・サンパウロの旅）
- 堀未央奈（第7回：ノルウェー・オスロの旅、第8回：アラブ首長国連邦・ドバイの旅）
- 河北麻友子（第9回：アメリカ・グアムの旅）
- トラウデン直美（第10回：ドイツ・ベルリンの旅、第13回：オーストラリア・パースの旅）
- 森川葵（第11回：アメリカ・ロサンゼルスの旅 お正月2時間スペシャル、第12回：韓国・ソウルの旅）
- 王林（第14回：カンボジア・シェムリアップの旅）
- ヒロミ（第15回：タイ・パタヤの旅）
- 谷まりあ（第16回：スペイン・バルセロナの旅、第17回：ニュージーランド・オークランドの旅）
- 村上知子（第18回：イタリア・ミラノの旅、第20回：フィリピン・セブの旅）
- 窪咲子（第19回：ハワイ・オアフ島の旅）

### きまぐれレポーター
- 山野亜利沙（第1回：アメリカ・ニューヨークの旅）
- ロッテ（第2回：オランダ・アムステルダムの旅）
- レア（第3回：シンガポールの旅）
- マユ（第4回：イギリス・ロンドンの旅）
- ナタリア（第5回：ブラジル・サンパウロの旅）
- 澤雪子[1]（第6回：インドネシア・バリ島の旅）
- 西野麻衣子（第7回：ノルウェー・オスロの旅）
- オフード特派員（第8回：アラブ首長国連邦・ドバイの旅）
- マナンサラ・アミ（第9回：アメリカ・グアムの旅）
- ニーナ（第10回：ドイツ・ベルリンの旅）
- エミリー（第11回：アメリカ・ロサンゼルスの旅 お正月2時間スペシャル）
- maru（第12回：韓国・ソウルの旅）
- モモ[2]（第13回：オーストラリア・パースの旅）
- レイナ[3]（第14回：カンボジア・シェムリアップの旅）
- びーむ[4]（第15回：タイ・パタヤの旅）
- 睦田香織（第16回：スペイン・バルセロナの旅）
- リサ（第17回：ニュージーランド・オークランドの旅）
- 吉澤摩耶（第18回：イタリア・ミラノの旅）
- ゆか（第19回：ハワイ・オアフ島の旅）
- 尾西紗奈（第20回：フィリピン・セブの旅）

### ナレーター
日本テレビアナウンサー（いずれも女性）が週替わりで担当する。
- 岩本乃蒼
- 佐藤梨那
- 河出奈都美

## スタッフ
- 制作協力：日テレアックスオン、オフィスぼくら
- 技術協力：株式会社テレビアルファ、株式会社JUNESEP、東京オフラインセンター
- 衣装協力：MARELLA
- 制作著作：BS日テレ
- 海外コーディネーター
  - 本山竜二　第1回：アメリカ・ニューヨークの旅
  - NTV EUROPE　第2回：オランダ・アムステルダムの旅
  - FUTURE STAGE CREATIONS　第3回：シンガポールの旅
  - Turn Productions Ltd　第4回：イギリス・ロンドンの旅
  - NATIVE BRASIL　第5回：ブラジル・サンパウロの旅
  - FUTURE STAGE CREATIONS　第6回：インドネシア・バリ島の旅
  - Norway Coordinator Service　第7回：ノルウェー・オスロの旅
  - Don Productions FZ-LLC　第8回：アラブ首長国連邦・ドバイの旅
  - Guam TV Productions　第9回：アメリカ・グアムの旅
  - 玉腰兼人　第10回：ドイツ・ベルリンの旅
  - アジアヴォックス韓国　第12回：韓国・ソウルの旅
  - 今城康雄　第13回：オーストラリア・パースの旅
  - FSカンボジア Tom　第14回：カンボジア・シェムリアップの旅
  - GPA　第15回：タイ・パタヤの旅
  - 野崎麻里子(NOVAJIKA)　第16回：スペイン・バルセロナの旅
  - Nznetwork　第17回：ニュージーランド・オークランドの旅
  - m&m mediaservices 此村香　第18回：イタリア・ミラノの旅
  - 工藤まや　第19回：ハワイ・オアフ島の旅
  - アジアヴォックス Warren V. Sun　第20回：フィリピン・セブの旅
- 海外カメラマン
  - 柏原雅弘　第1回：アメリカ・ニューヨークの旅
  - NTV EUROPE　第2回：オランダ・アムステルダムの旅
  - 鳥羽隆史　第3回：シンガポールの旅
  - 福田陽一郎　第4回：イギリス・ロンドンの旅
  - 永井秀之　第5回：ブラジル・サンパウロの旅
  - リコ アンドリアンシア/ディッキー プアサ　第6回：インドネシア・バリ島の旅
  - Tore Friele Lie　第7回：ノルウェー・オスロの旅
  - 渡辺嘉子　第8回：アラブ首長国連邦・ドバイの旅
  - 小川昌司　第9回：アメリカ・グアムの旅
  - 岩井謙　第10回：ドイツ・ベルリンの旅
  - 高承國　第12回：韓国・ソウルの旅
  - Liang Xu　第13回：オーストラリア・パースの旅
  - Andy Ball/Heng /Seyha　第14回：カンボジア・シェムリアップの旅
  - Cameron Bennett　第17回：ニュージーランド・オークランドの旅
  - Leonardo Luttazzi　第18回：イタリア・ミラノの旅
  - Katsuakira Hosoi　第19回：ハワイ・オアフ島の旅
  - Marvin Anticamara　第20回：フィリピン・セブの旅